# Sheek Louch
Sheek Louch, pseudonimo di Sean Divine Jacobs (New York, 30 settembre 1974), è un rapper statunitense.
Membro dei LOX, è cofondatore della D-Block Records insieme a Styles P e Jadakiss.

## Discografia
Album
- 2003 - Walk witt Me
- 2005 - After Taxes
- 2008 - Silverback Gorilla
- 2009 - Life on D-Block
- 2010 - Donnie G: Don Gorilla
- 2012 - Wu Block (con Ghostface Killah)
- 2015 - Silverback Gorilla 2